# Stenelmis dispar
Stenelmis dispar là một loài bọ cánh cứng trong họ Elmidae. Loài này được Delève miêu tả khoa học năm 1968.